# Бабанский, Филипп Дмитриевич
Филипп Дмитриевич Бабанский (укр. Пилип Дмитрович Бабанський; 30 октября 1921, Дудниково — 4 октября 1994, Полтава, Украина) — украинский советский писатель, журналист. Член Союза писателей Украины с 1955 г.

## Биография
Участник Великой Отечественной войны. Член ВКП (б) с 1944 г. По окончании Одесского артиллерийского училища Ф. Бабанский — на фронте. Офицер-артиллерист. Отступал, был в окружении, участвовал в наступлениях. В феврале 1945 получил ранение.
В 1950 окончил отделение журналистики Харьковской партийной школы, в 1959 — Высшие литературные курсы в Москве.
Работал в редакциях областной газеты «Заря Полтавщины» (1948—1967), «Комсомолец Полтавщины». Совмещал журналистскую и литературную работу.
В 1956—1957 руководил Полтавской организацией Союза писателей Украины.
Отмечен государственными наградами СССР, в том числе, орден Александра Невского.

## Творчество
Первый его рассказ, появился в журнале «Днепр» в начале 1950-х годов.
Автор книг для детей
- «Як виріс пиріжок» (Киев, 1954),
- сборников детских рассказов, сказок, повестей: «Золотий Жовтень» (Киев, 1955), «Таємниця Толі Стародуба» (Киев, 1958), «Мураха з жалом» (Харьков, 1959), «Про Нату і Тату» (Киев, 1959), «Дідусів портрет» (Харьков, 1960), «Хто живе в нашому будинку» (К., 1962), «Чародій» (Киев, 1965; 1978), «З днем народження!» (Киев, 1961), «Ложечка меду» (Киев, 1968), иллюстрированного очерка «Славна моя Полтава» (для младшего школьного возраста. Киев, 1967), «Найважливіша робота: Оповідання та казки» (Киев, 1980);.

Для взрослых читателей:
- сборника рассказов и юморесок «На крутому повороті» (Полтава, 1962);
- повестей «А живим — жити» (Киев, 1963), «Щастя прийшло навесні» (Харьков, 1966) и др.

Произведения писателя морального направления, посвящены темам войны, послевоенной жизни.
Писал также басни в прозе, художественные очерки.
Отдельные его произведения переведены на русский, болгарский, узбекский, армянский, казахский и другие языки.